# Liste der Gedenksteine für NS-Opfer in Liberec

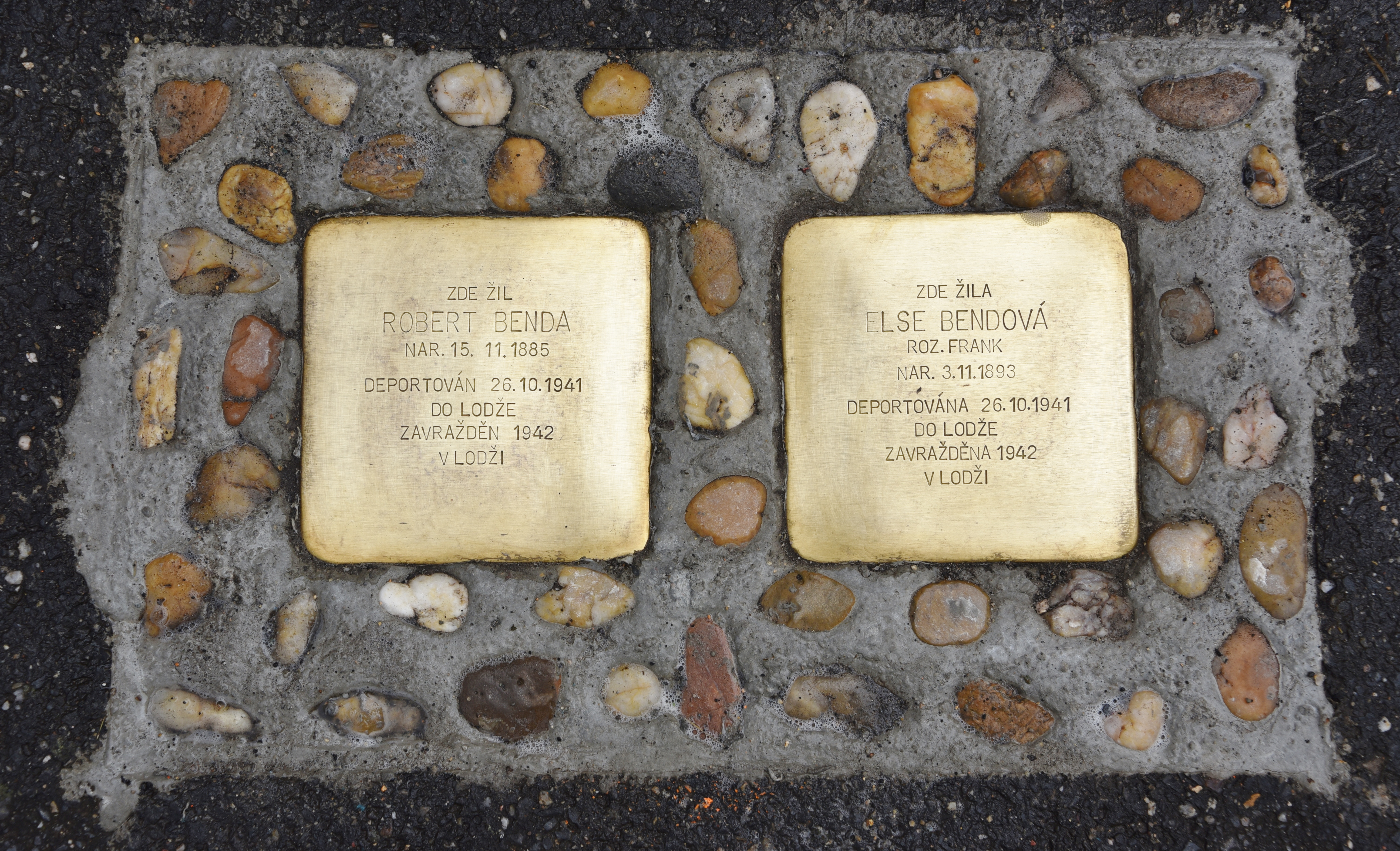
Gedenksteine für das Ehepaar Benda/Bendová aus Liberec, welches im Ghetto Litzmannstadt ums Leben gebracht wurde

Die Liste der Gedenksteine für NS-Opfer in Liberec enthält Nachahmungen der Stolpersteine von Gunter Demnig, die in zahlreichen Gemeinden und Städten der Tschechischen Republik verlegt wurden. Diese Liste umfasst alle Gedenksteine in der tschechischen Region Liberecký kraj (deutsch: Reichenberger Region), die an das Schicksal jener Menschen aus dieser Region erinnern, die von den Nationalsozialisten ermordet, deportiert, vertrieben oder in den Suizid getrieben wurden.
Die Verlegungen in Liberec, vormals Reichenberg, erfolgten am 17. August 2016. Neunzehn Gedenksteine erinnern an jüdische Mitbürgerinnen und Mitbürger, die „durch Gräueltaten des nationalsozialistischen Unrechtsregimes ihr Leben verloren haben“.
Die Tabellen sind teilweise sortierbar; die Grundsortierung erfolgt alphabetisch nach dem Familiennamen.

## Liberec
| Bild | Inschrift | Standort            | Leben |
| ---- | --- | ------------------- | --- |
|      | HIER ARBEITETE OSKAR BASCH THEATERDIREKTOR GEB. 7.11.1879 DEPORTIERT 12.2.1942 NACH THERESIENSTADT ERMORDET 11.3.1942 IN IZBICA          | Vor dem Theater ·   | Oskar Basch |
|      | HIER WOHNTE ROBERT BENDA GEB. 15.11.1885 DEPORTIERT 26.10.1940 NACH ŁÓDŻ ERMORDET 1942 IN ŁÓDŻ                                           | Na okruhu 907/13 ·  | Robert Benda wurde am 15. November 1885 in Dymokury geboren. Seine Eltern waren Salomon Benda (1843–1890) und dessen Frau Rosa, auch Rosalie geb. Putzker (geb. 1852 in Hořice). Er hatte sechs Schwestern und einen Bruder, Richard. Der Vater verstarb früh. 1900 übersiedelte die Witwe Benda mit ihren Kindern nach Liberec/Reichenberg, wo ihre Tochter Ida in die Großfamilie der Lederer aus der Bukowina einheiratete. 1911 gründeten die Brüder einen Konfektions- und Kurzwarenhandel in der Bahnhofsstraße 14, den sie Brüder Benda (Bratři Bendové) nannten. Robert Benda heiratete Else geb. Frank (geboren 1893). Die beiden Brüder besaßen auch das an das Handelshaus angrenzende Grundstück in der Hradzena ulice 18/99. Robert Benda und Ehefrau wohnten in einer schönen Villa in Na okruhu 907/13. Im Herbst 1938, anlässlich der Annexion des sogenannten Sudetenlands durch Nazi-Deutschland, flüchteten die Brüder mit ihren Gattinnen aus Liberec. Alle ihre Besitztümer wurden enteignet, die Villa von Robert Benda und Else Bendová wurde vom stv. Reichsgauleiter und SS-Standartenführer Rudolf Schicketanz in Beschlag genommen. Die letzte Wohnadresse des Ehepaares Benda vor der Deportation war in Prag XII, Grimmova 6. Am 26. Oktober 1941 wurden Else und Robert Benda mit Transport C von Prag ins Ghetto Łódź deportiert. Seine Transportnummer war 700 von 1000, ihre 701. Im folgenden Jahr wurden beide dort oder in einem nahegelegenen Vernichtungslager vom NS-Regime ermordet. Sowohl Schwester Ida und deren Ehemann Emil Lederer, als auch Schwester Mathilde, die drei Kinder von Schwester Emilie und deren fünf Kinder wurden in Auschwitz, Izbica, Mauthausen, Trawniki bzw. in Ujazdow bei Lublin ermordet. Richard Benda, Gattin und Sohn konnten die Shoah überleben. |
|      | HIER WOHNTE ELSE BENDOVÁ GEB. FRANK GEB. 3.11.1893 DEPORTIERT 26.10.1940 NACH ŁÓDŻ ERMORDET 1942 IN ŁÓDŻ                                 | Na okruhu 907/13 ·  | Else Bendová geb. Frank wurde am 3. November 1893 geboren. Ihr Vorname wird auch Elisabeta und Lisa geschrieben. Sie heiratete den Geschäftsinhaber Robert Benda und wurde Hausfrau. Die letzte Wohnadresse des Ehepaares Benda vor Deportation war in Prag XII, Grimmova 6. Am 26. Oktober 1941 wurden Elsa und Robert Benda mit Transport C von Prag ins Ghetto Łódź deportiert. Seine Transportnummer war 700 von 1000, ihre 701. Im folgenden Jahr wurden beide dort oder in einem nahegelegenen Vernichtungslager vom NS-Regime ermordet. |
|      | HIER WOHNTE GERTRUDE FISCHL GEB. LILLING GEB. 3.8.1899 STARB AUF DER FLUCHT 1941 ANGRIFF DER DEUTSCHEN LUFTWAFFE IN JUGOSLAWIEN          | Na okruhu 937/15 ·  | Gertrude Fischl geb. Lilling wurde am 3. August 1899 geboren und verstarb, gemeinsam mit Liese und Paul Fischl, 1941 auf der Flucht in Jugoslawien im Rahmen eines Angriffes der Deutschen Luftwaffe. |
|      | HIER WOHNTE LIESE FISCHL GEB. 19.9.1921 STARB AUF DER FLUCHT 1941 ANGRIFF DER DEUTSCHEN LUFTWAFFE IN JUGOSLAWIEN                         | Na okruhu 937/15 ·  | Liese Fischl wurde am 19. September 1921 geboren und verstarb, gemeinsam mit Gertrude und Paul Fischl, 1941 auf der Flucht in Jugoslawien im Rahmen eines Angriffes der Deutschen Luftwaffe. |
|      | HIER WOHNTE PAUL FISCHL GEB. 6.6.1893 STARB AUF DER FLUCHT 1941 ANGRIFF DER DEUTSCHEN LUFTWAFFE IN JUGOSLAWIEN                           | Na okruhu 937/15 ·  | Paul Fischl wurde am 6. Juni 1893 geboren und verstarb, gemeinsam mit Gertrude und Liese Fischl, 1941 auf der Flucht in Jugoslawien im Rahmen eines Angriffes der Deutschen Luftwaffe. |
|      | HIER WOHNTE KLARA FREUND GEB. LEDERER GEB. 14.1.1878 DEPORTIERT 22.12.1942 NACH THERESIENSTADT ERMORDET 13.6.1944 IN THERESIENSTADT      | 1. Máje 79/18 ·     | Klara Freund geb. Lederer wurde am 14. Januar 1878 geboren. Ihre Eltern waren Markus Lederer (ca. 1844–1911) und Auguste geb. Dub (1853–1927). Sie hatte zwei Schwestern und zwei Brüder. Sie heiratete Dr. Siegfried Freund, einen Arzt, und hatte mit ihm fünf Kinder: Erna (1901–1906), Ludwig (1904–1952), Marianne (1907–1944) und die Zwillinge Alice (1910–1995) und Charlotte (1910–2007). Nach der Machtergreifung des NS-Regimes verlor das Ehepaar all ihr Hab und Gut und musste Liberec verlassen. Ihre letzte Wohnadresse vor Deportation war in Prag XII, Hradešínská 31. Am 22. Dezember 1942 wurden beide mit Transport Ck von Prag ins Konzentrationslager Theresienstadt deportiert. Ihre Transportnummern waren 15 und 16 von 1005. Dort wurde Dr. Siegfried Freund am 16. November 1943 ermordet, Klara Freund am 13. Juni 1944. Ihre Tochter Marianne und deren Ehemann Dr. Friedrich Lindt wurden am 21. Oktober 1941 von Prag ins Ghetto Łódź deportiert und verloren dort ihr Leben. Ihre Schwester Marie und deren Ehemann Theodor Steiniger wurden 1942 im Vernichtungslager Treblinka ermordet. Zumindest zwei von deren Kindern konnten rechtzeitig flüchten und überlebten. Auch drei Kinder von Klara und Siegfried Freund konnten die Shoah überleben. Sohn Ludwig verstarb im Alter von 48 Jahren in Prag, die Zwillingsschwestern verstarben beide im hohen Alter im australischen Sydney. |
|      | HIER WOHNTE MUDr. SIEGFRIED FREUND GEB. 2.5.1869 DEPORTIERT 22.12.1942 NACH THERESIENSTADT ERMORDET 16.11.1943 IN THERESIENSTADT         | 1. Máje 79/18 ·     | Siegfried Freund wurde am 2. Mai 1869 in Nový Bydžov geboren. Seine Eltern waren Moritz Freund (1841–1910) und Charlotte geb. Pollak (1846–1925). Er hatte eine Schwester, Martha (geboren am 12. Mai 1879). Er absolvierte sein Medizinstudium und heiratete Klara geb. Lederer. Das Paar hatte fünf Kinder: Erna (1901–1906), Ludwig (1904–1952), Marianne (1907–1944) und die Zwillinge Alice (1910–1995) und Charlotte (1910–2007). Nach der Machtergreifung des NS-Regimes verlor das Ehepaar all ihr Hab und Gut und musste Liberec verlassen. Ihre letzte Wohnadresse vor Deportation war in Prag XII, Hradešínská 31. Am 22. Dezember 1942 wurden beide mit Transport Ck von Prag ins Konzentrationslager Theresienstadt deportiert. Ihre Transportnummern waren 15 und 16 von 1005. Dort wurde Dr. Siegfried Freund am 16. November 1943 ermordet, Klara Freund am 13. Juni 1944. Seine Tochter Marianne und deren Ehemann Dr. Friedrich Lindt wurden am 21. Oktober 1941 von Prag ins Ghetto Łódź deportiert und verloren dort ihr Leben. Seine Schwester Martha, deren Ehemann Max Felix und deren Sohn Otto wurden allesamt 1942 bzw. 1943 in polnischen bzw. weißrussischen Lagern vom NS-Regime ermordet. Nur deren Tochter, Edith, konnte rechtzeitig flüchten. Sie verstarb in Israel. Auch drei Kinder von Klara und Siegfried Freund konnten die Shoah überleben. Sohn Ludwig verstarb im Alter von 48 Jahren in Prag, die Zwillingsschwestern verstarben beide im hohen Alter im australischen Sydney. |
|      | HIER WOHNTE ADELE KÖNIGSTEIN GEB. SCHNITZER GEB. 8.8.1892 DEPORTIERT 24.10.1942 NACH AUSCHWITZ ERMORDET 26.10.1942 IN AUSCHWITZ          | Bendlova 1130/15 ·  | Adele Königstein geb. Schnitzer wurde am 8. August 1892 geboren. Sie hatte eine Tochter, Edith (geboren 1921) erinnert. Zusammen lebten sie im Haus Bendlova 1130/15, welches im Familienbesitz stand. Das Haus zu erhalten ging über die finanzielle Leistungsfähigkeit der Familie, so dass große Teile vermietet werden mussten. „Das Paradoxe war,“ sagt Věra Vohlídalová, die frühere Direktorin der Landesbibliothek in Liberec, „dass es ihre Nachbarn waren, Deutsche, die seit mehreren Jahren dort lebten, die ihre Deportation vorbereiteten. Im Nebenhaus wohnte während des Krieges die Familie des Massenmörders Hans Frank, ein paar Häuser weiter der sudetendeutsche Politiker und Nationalsozialist Konrad Henlein.“ Schließlich mussten Mutter und Tochter die Stadt verlassen, das Haus wurde „arisiert“. Die letzte Wohnadresse der beiden vor Deportation war in Prag VII, Veverkova 8. Am 24. Oktober 1942 wurden Adele und Edith Königstein mit Transport Ca von Prag ins Konzentrationslager Theresienstadt deportiert. Ihre Transportnummern waren 764 und 765 von 1004. Zwei Tage später erfolgte die Deportation ins Konzentrationslager Auschwitz mit Transport By. Ihre Transportnummern waren 1677 und 1678 von 1830. Mutter und Tochter wurden am 26. Oktober 1942 unmittelbar nach ihrer Ankunft in Auschwitz vergast. |
|      | HIER WOHNTE EDITH KÖNIGSTEIN GEB. 6.4.1921 DEPORTIERT 24.10.1942 NACH AUSCHWITZ ERMORDET 26.10.1942 IN AUSCHWITZ                         | Bendlova 1130/15 ·  | Edith Königstein wurde am 6. April 1921 geboren. Ihre Mutter war Adele Königstein geb. Schnitzer. Zusammen lebten sie im Haus Bendlova 1130/15, welches im Familienbesitz stand. Die letzte Wohnadresse von Mutter und Tochter vor Deportation war in Prag VII, Veverkova 8. Am 24. Oktober 1942 wurden Adele und Edith Königstein mit Transport Ca von Prag ins Konzentrationslager Theresienstadt deportiert. Ihre Transportnummern waren 764 und 765 von 1004. Zwei Tage später erfolgte die Deportation ins Konzentrationslager Auschwitz mit Transport By. Ihre Transportnummern waren 1677 und 1678 von 1830. Mutter und Tochter wurden am 26. Oktober 1942 unmittelbar nach ihrer Ankunft in Auschwitz vergast. |
|      | HIER WOHNTE JOSEFÍNA LEDEREROVÁ GEB. BENDOVÁ GEB. 28.11.1876 DEPORTIERT 13.6.1942 NACH TREBLINKA ERMORDET 22.10.1942 IN TREBLINKA        | Holého 843/8 ·      | Josefina Ledererová geb. Bendová wurde am 28. November 1876 geboren. Ihre letzte Wohnadresse vor Deportation war in Sázava. Sie wurde verhaftet und am 13. Juni 1942 mit Transport Aad von Kolín ins Konzentrationslager Theresienstadt deportiert. Ihre Transportnummer war 257 von 736. Nach neun Tagen, am 22. Juni 1942, wurde sie mit Transport Bx in das Vernichtungslager Treblinka deportiert. Ihre Transportnummer war 1097 von 2033. Sie wurde vom NS-Regime ermordet. |
|      | HIER ARBEITETE FRIEDRICH SOMMER THEATERDIREKTOR GEB. 19.1.1875 DEPORTIERT 2.12.1941 NACH THERESIENSTADT ERMORDET 18.12.1943 IN AUSCHWITZ | Vor dem Theater ·   | Friedrich Sommer wurde am 19. Januar 1875 in Kanitz geboren. Er wurde Dirigent und Theaterdirektor. Ab 1899 war er als Kapellmeister am Stadttheater Olmütz engagiert, ab Oktober 1905 am Stadttheater Reichenberg. Von 1906 bis 1922 war er dort Theaterdirektor, zuerst gemeinsam mit Karl Krug, ab 1919 gemeinsam mit dessen Witwe. Im November 1920 gründete er eine Musik- und Theateragentur. Von 1923 bis 1925 und von 1929 bis 1934 war er erneut Intendant in Reichenberg. Nach dem Münchner Abkommen flüchtete er nach Brünn. Am 2. Dezember 1941 wurde er von dort mit dem Transport G in das KZ Theresienstadt deportiert. Am 18. Dezember 1943 wurde er mit Transport Ds in das KZ Auschwitz verbracht, wo er, wahrscheinlich sofort nach seiner Ankunft, ermordet wurde. |
|      | HIER WOHNTE ALICE STEINER GEB. 26.3.1921 DEPORTIERT 4.9.1942 NACH MALY TROSTINEZ ERMORDET 8.9.1942 IN MALY TROSTINEZ                     | Husova 986/89 ·     | Alice Steiner wurde am 26. März 1921 geboren. Ihre Eltern waren Josef Steiner, der bereits 1933 verstarb, und Margharete geb. Guth. Sie hatte zwei jüngere Geschwister, Suzanne (geb. 1924) und Peter (geb. 1926). Die letzte Wohnadresse der Familie vor der Deportation war in Prag VII. Am 4. September 1942 wurden Alice Steiner, ihre Mutter und ihre Schwester mit Transport Bd ins KZ Theresienstadt deportiert. Ihre Transportnummer war 267 von 946. Ihr Bruder befand sich bereits seit 10. August 1942 in diesem Lager. Bereits vier Tage später, am 8. September 1942 wurde alle vier Familienmitglieder mit Transport Bk ins Vernichtungslager Maly Trostinez weiter deportiert. Ihre Transportnummer war 451 von 997. Dort wurden die 21-jährige Alice Steiner, ihre Mutter und ihre Geschwister vom NS-Regime ermordet. Ihre Großmutter mütterlicherseits wurde im Vernichtungslager Treblinka ermordet, ihr Onkel Johann Guth in Auschwitz. |
|      | HIER WOHNTE MARGHARETE STEINER GEB. GUTH GEB. 21.6.1897 DEPORTIERT 4.9.1942 NACH MALY TROSTINEZ ERMORDET 8.9.1942 IN MALY TROSTINEZ      | Husova 986/89 ·     | Margharete Steiner geb. Guth, auch Grete, Greta bzw. Markéta Steinerová, wurde am 21. Juni 1897 in Liberec geboren. Ihre Eltern waren Friedrich Guth (geboren am 7. Mai 1871) und Marie geb. Král (geboren am 10. März 1871). Sie hatte einen Bruder, Johann (geboren am 31. Oktober 1898). Sie war mit Josef Steiner (1885–1933) aus Holešovice verheiratet. Das Paar hatte drei Kinder, Alice (geb. 1921), Suzanne (geb. 1924) und Peter (geb. 1926). Die letzte Wohnadresse der Familie vor der Deportation war in Prag VII. Am 4. September 1942 wurden Margarete Steiner und ihre beiden Töchter mit Transport Bd ins KZ Theresienstadt deportiert. Ihre Transportnummer war 268 von 946. Ihr Sohn befand sich bereits seit 10. August 1942 in diesem Lager. Bereits vier Tage später, am 8. September 1942 wurde alle vier Familienmitglieder mit Transport Bk ins Vernichtungslager Maly Trostinez weiter deportiert. Ihre Transportnummer war 452 von 997. Dort wurden Margarete Steiner und ihre Kinder im Alter von 16, 18 und 21 Jahren ums Leben gebracht. Ihre Mutter und eine weitere Verwandte, Matylda Baronová geb. Guth (geboren am 10. Dezember 1869), wurden am 15. Oktober 1942 mit Transport Bv von Theresienstadt in das Vernichtungslager Treblinka deportiert. Ihre Transportnummern waren 1866 und 261. Dort wurden beide ermordet. Ihr Bruder wurde am 3. Juli 1943 in Auschwitz ermordet. Auch ihr Vater wurde vermutlich im Rahmen der Shoah ermordet. Das Schicksal ihrer Schwägerin und ihres Neffen Harry Guth (geboren am 22. Juni 1928) ist ungeklärt. |
|      | HIER WOHNTE PETER STEINER GEB. 4.2.1926 DEPORTIERT 4.9.1942 NACH MALY TROSTINEZ ERMORDET 8.9.1942 IN MALY TROSTINEZ                      | Husova 986/89 ·     | Peter Steiner wurde am 4. Februar 1926 geboren. Seine Eltern waren Josef Steiner, der bereits 1933 verstarb, und Margharete geb. Guth. Er hatte zwei Schwestern, Alice (geb. 1921) und Suzanne (geb. 1924). Nach der Machtergreifung der Nationalsozialisten musste die Familie Liberec verlassen. Die letzte Wohnadresse der Familie vor der Deportation war in Prag VII. Am 10. August 1942 wurde der 16-jährige Peter Steiner mit Transport Ba ins KZ Theresienstadt deportiert. Seine Transportnummer war 516 von 1474. Am 4. September 1942 langten auch seine Mutter und die beiden Schwestern in diesem Lager ein. Bereits vier Tage später, am 8. September 1942 wurde alle vier Familienmitglieder mit Transport Bk ins Vernichtungslager Maly Trostinez weiter deportiert. Seine Transportnummer war 449 von 997. Dort wurden Peter Steiner, seine Mutter und seine Schwestern vom NS-Regime ermordet. Seine Großmutter mütterlicherseits wurde im Vernichtungslager Treblinka ermordet, ihr Onkel Johann Guth in Auschwitz. |
|      | HIER WOHNTE SUZANNE STEINER GEB. 18.7.1924 DEPORTIERT 4.9.1942 NACH MALY TROSTINEZ ERMORDET 8.9.1942 IN MALY TROSTINEZ                   | Husova 986/89 ·     | Suzanne Steiner wurde am 18. Juli 1924 geboren. Ihre Eltern waren Josef Steiner, der bereits 1933 verstarb, und Margharete geb. Guth. Sie hatte zwei Geschwister, Alice (geb. 1921) und Peter (geb. 1926). Die letzte Wohnadresse der Familie vor der Deportation war in Prag VII. Am 4. September 1942 wurden Suzanne Steiner, ihre Mutter und ihre Schwester mit Transport Bd ins KZ Theresienstadt deportiert. Ihre Transportnummer war 266 von 946. Ihr Bruder befand sich bereits seit 10. August 1942 in diesem Lager. Bereits vier Tage später, am 8. September 1942 wurde alle vier Familienmitglieder mit Transport Bk ins Vernichtungslager Maly Trostinez weiter deportiert. Ihre Transportnummer war 450 von 997. Dort wurden die 18-jährige Suzanne Steiner, ihre Mutter und ihre Geschwister vom NS-Regime ermordet. Ihre Großmutter mütterlicherseits wurde im Vernichtungslager Treblinka ermordet, ihr Onkel Johann Guth in Auschwitz. |
|      | HIER WOHNTE FRITZ TAUSSIG GEB. 19.4.1900 DEPORTIERT 30.4.1943 NACH AUSCHWITZ ERMORDET 6.9.1943 IN AUSCHWITZ                              | Zákopnická 360/13 · | Fritz Taussig auch: Bedřich Taussig, wurde am 19. April 1900 geboren. Er heiratete Marie Ledererová. Das Ehepaar hatte eine Tochter, Hanna Taussigová, geboren am 31. März 1934. Er wurde am 30. April 1946 von Prag aus mit dem Transport Cz ins Ghetto Theresienstadt deportiert. Seine Transportnummer war 4. Dort traf er auf Frau und Kind, die bereits am 16. Januar 1943 nach Theresienstadt verbracht worden waren. Mit dem Transport Dm am 6. September 1943 wurde er mit Frau und Kind ins KZ Auschwitz deportiert und dort in einer Gaskammer ermordet. Die Transportnummern der Familie waren 4939, 4940 und 4941. Von 2451 mit diesem Zug nach Auschwitz deportierten Frauen, Männern und Kindern überlebten nur elf. Auch seine Eltern wurden vom NS-Regime ermordet: Otto Taussig (geboren am 27. Februar 1871) verstarb am 8. Februar 1943 in Theresienstadt, Berta Taussigová geb. Steinerová (geboren am 19. Oktober 1874) wurde am 15. Mai 1944 nach Auschwitz verbracht und dort in einer Gaskammer ermordet. |
|      | HIER WOHNTE HANNA TAUSSIGOVÁ GEB. 31.3.1934 DEPORTIERT 16.4.1943 NACH AUSCHWITZ ERMORDET 6.9.1943 IN AUSCHWITZ                           | Zákopnická 360/13 · | Hanna Taussigová, auch Hana, wurde am 31. März 1934 als Tochter von Fritz und Marie Taussig geboren. Sie wurde am 16. Januar 1943 gemeinsam mit ihrer Mutter mit Transport Cm von Mladá Boleslav ins Ghetto Theresienstadt deportiert. Ihre Transportnummer war 413, die ihrer Mutter 410. Dort befanden sich bereits ihre Großeltern, die am 6. Juli 1942 von Prag nach Theresienstadt deportiert worden waren. Am 30. April 1943 langte auch ihr Vater, aus Prag kommend, in Theresienstadt ein. Mit dem Transport Dm wurden Vater, Mutter und Kind am 6. September 1943 ins KZ Auschwitz deportiert. Die Transportnummer des neunjährigen Mädchens war 4941, die des Vaters 4939 und die der Mutter 4940. Alle drei wurden am selben Tag in den Gaskammern des Konzentrationslagers Auschwitz vom NS-Regime ums Leben ermordet. Als letzte der Familie wurde schließlich am 15. Mai 1944 auch ihre Großmutter Berta Taussigová geb. Steinerová in Auschwitz vom NS-Regime ermordet. |
|      | HIER WOHNTE MARIE TAUSSIGOVÁ GEB. LEDEREROVÁ GEB. 7.10.1909 DEPORTIERT 16.4.1943 NACH AUSCHWITZ ERMORDET 6.9.1943 IN AUSCHWITZ           | Zákopnická 360/13 · | Marie Taussigová geb. Ledererová wurde am 7. Oktober 1909 geboren. Sie heiratete Fritz Taussig. Das Ehepaar hatte eine Tochter, Hanna Taussigová, geboren am 31. März 1934. Marie Taussigová wurde am 16. Januar 1943 gemeinsam mit ihrer Tochter von Mladá Boleslav ins Ghetto Theresienstadt deportiert. Dort langte am 30. April 1943 auch ihr Ehemann Bedřich Taussig ein. Vater, Mutter und Kind wurden am 6. September 1943 mit dem Transport Dm ins KZ Auschwitz deportiert und dort vom NS-Regime in den Gaskammern ums Leben gebracht. |